# D-8

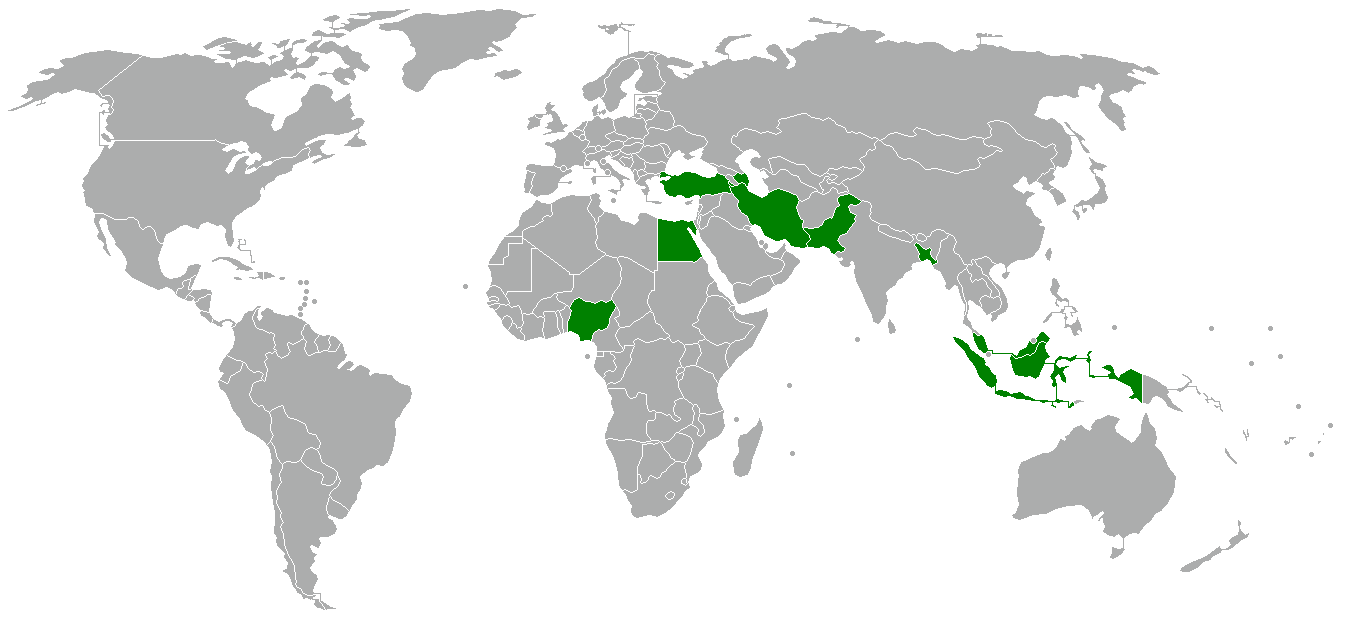
Países miembros del D-8
Bangladés, Primer Ministro Sheikh Hasina
Egipto, Presidente Abdelfatah El-Sisi
Indonesia, Presidente Prabowo Subianto
Irán, Presidente Hasán Rouhaní
Malasia, Primer Ministro Muhyiddin Yassin
Nigeria, Presidente Muhammadu Buhari
Pakistán, Primer Ministro Imran Khan
Turquía, Primer Ministro Recep Tayyip Erdoğan

El D-8 (también conocido como grupo 'Developing-8' o 'Developing-eight') es una organización de cooperación económica y comercial, que reúne a ocho países en desarrollo con mayoría musulmana, Bangladés, Egipto, Indonesia, Irán, Malasia, Nigeria, Pakistán, y Turquía.
La organización fue creada el 15 de junio de 1997 a iniciativa de Turquía. La adhesión está abierta a otros países, bien que ninguna nueva adhesión por el momento ha sido efectivamente concretada, aunque está previsto el posible ingreso de Argelia y de Jordania.[cita requerida]
Los países miembros se fijaron como objetivo reforzar el rol de los países en desarrollo en la economía globalizada, crear y diversificar nuevas oportunidades en materia de relaciones comerciales, y mejorar las condiciones de vida. Los principales temas de cooperación son las finanzas, el desarrollo rural, la ciencia, la tecnología, el desarrollo humano, la agricultura, la energía, el medioambiente, y la salud.

## Acuerdo comercial preferencial
Los representantes de cada uno de los ocho países miembros, con la excepción de Bangladés, firmaron un acuerdo comercial preferencial el 14 de mayo de 2006, en oportunidad de la quinta cumbre del grupo llevada a cabo en Bali. El acuerdo prevé una reducción gradual de las barreras tarifarias sobre una lista determinada de productos. El acuerdo busca reducir las barreras tarifarias, pero igualmente a promover la cooperación intergubernamental.

## Organización
El D-8 está compuesto de tres diferentes entidades : la cumbre, el consejo, y la comisión.
La cumbre, que se reúne cada dos años, es la autoridad más alta dentro de la estructura, y se conforma con los máximos dirigentes de los Estados-miembro. El consejo es el principal órgano de decisión, y se forma con los ministros de relaciones exteriores de los países miembro. La comisión es la autoridad ejecutiva, y está integrada por comisarios cada uno nombrado por el gobierno de un Estado-miembro. En fin, también es nombrado un director ejecutivo del D-8. La Secretaría General de D-8 se encuentra en Estambul, Turquía.

## Reuniones-cumbre del D-8
|    | Fecha                   | País anfitrión | Autoridad líder          | Localización |
| -- | ----------------------- | -------------- | ------------------------ | ------------ |
| 1  | 15 de junio de 1997     | Turquía        | Süleyman Demirel         | Estambul     |
| 2  | Marzo 1-2 de 1999       | Bangladés      | Sheikh Hasina            | Daca         |
| 3  | 25 de febrero de 2001   | Egipto         | Hosni Mubarak            | El Cairo     |
| 4  | 18 de febrero de 2004   | Irán           | Mohammad Khatami         | Teherán      |
| 5  | 13 de mayo de 2006      | Indonesia      | Susilo Bambang Yudhoyono | Bali         |
| 6  | 8 de julio de 2008      | Malasia        | Abdullah Ahmad Badawi    | Kuala Lumpur |
| 7  | 8 de julio de 2010      | Nigeria        | Goodluck Jonathan        | Abuya        |
| 8  | 22 de noviembre de 2012 | Pakistán       | Raja Pervaiz Ashraf      | Islamabad    |
| 9  | 11 de junio de 2013     | Argelia        | Abdelaziz Bouteflika     | Argel        |
| 10 | 24 de marzo de 2014     | Jordania       | Abdullah II              | Amán         |